# Anselmo Pedro Palavezzati
Anselmo Pedro Palavezzati alias “Pedro” (Quilmes, 28 de diciembre de 1942-Buenos Aires, 14 de marzo de 2017) fue un militar argentino que alcanzó la jerarquía de teniente coronel. En el marco de la causa conocida como “La Cacha”, fue hallado culpable de delitos de lesa humanidad cometidos durante el Proceso de Reorganización Nacional.

## Biografía
Anselmo Pedro Palavezzati revistó tareas como capitán del Destacamento de Inteligencia 101, dependiente del Batallón de Inteligencia 601 del Ejército Argentino y hasta el año 1977, fungió como Jefe de la Primera Sección de la Reunión Interior. Al igual que otros represores que se capacitaron en técnicas de inteligencia (formado como Técnico de Inteligencia fue profesor titular de la Escuela de Inteligencia de la Policía de la Provincia de Buenos Aires), Anselmo Palavezzati reunía lo que se denominaba “Aptitud Especial en Inteligencia” (AEI).
En tanto parte de la Plana Mayor del Destacamento 101 (el tercero en la jerarquía) cumplía funciones de jefatura con personal a cargo para la producción de información de inteligencia sobre diferentes organizaciones estudiantiles y gremiales, sobre política partidaria, religiosa y gubernamental en general. La información era reportada periódicamente al I Cuerpo de Ejército y al Batallón de Inteligencia 601, pero al mismo tiempo, el propio Palavezzati solicitaba a otras áreas (como la Dirección de Inteligencia de la Policía de la Provincia de Buenos Aires -DIPPBA-) listados con nombres, domicilios y antecedentes de obreros con actividad gremial/política; como así también datos sobre órdenes de captura

### A partir de 2013
Durante el proceso iniciado por la causa conocida como “La Cacha”, en la cual fue probado el papel que cumplieron los destacamentos de inteligencia en el plan sistemático de exterminio (específicamente, el rol que cumplió el Destacamento 101 y su responsabilidad en la operación del Centro Clandestino de Detención “La Cacha”), Palavezzati declaró al Tribunal Oral Federal N°1, que desde el Destacamento 101, “encargaban” a medios locales como el diario El Día (de La Plata) y a Radio Provincia, recopilar información entre la población civil a fin de conocer el estado de ánimo social respecto de las acciones de la Junta Militar en el gobierno. La información consistía en "encuestas para saber el estado de ánimo de la gente"; "Se hacía un tipo de encuesta mínima en la vía pública, de forma reservada. Se consultaba a amas de casa, por ejemplo. Eran conversaciones informales en la calle, en la cola del banco, etc. Esa gente no sabía que era una actividad de inteligencia"
La relación que establecieron las Fuerzas Armadas con los medios de comunicación a fin de presentar fusilamientos y asesinatos de personas como “enfrentamientos”, o formar opinión a partir de editoriales de apoyo al régimen, fue establecida en otros juicios de lesa humanidad (como es el caso de la investigación llevada adelante por la Unidad Fiscal Especializada en Derechos Humanos en relación con la responsabilidad de Vicente Massot, miembro de la junta directiva del diario La Nueva Provincia de Bahía Blanca
La declaración de Anselmo Palavezzati, que llevó a la defensa del propio Palavezzati a citar como testigo a Raúl Kraiselburd, Director del diario El Día (aunque luego fue desestimada por el mismo abogado) conllevó a la querella de HIJOS -los abogados Ramón Baibiene y Verónica Bogliano- a solicitar al Tribunal durante su alegato en el juicio, que el diario El Día fuera investigado por sus "vínculos" con la Inteligencia del Ejército.
A fines del 2014, la fiscalía de La Plata elevó a juicio a 16 imputados por crímenes de lesa humanidad en el centro clandestino de detención conocido como el Pozo de Quilmes Del total de los acusados, nueve (9) actuaron en el Destacamento 101 de Inteligencia del Ejército con sede en La Plata. Además de Anselmo Pedro Palavezzati, fueron imputados Antonio Herminio Simón, Emilio Alberto Herrero Anzorena, Ricardo Armando Fernández, Jorge Héctor Di Pasquale, Carlos María Romero Pavón, Gustavo Adolfo Cacivio, Miguel Ángel Amigo y Roberto Armando Balmaceda.

## Juicio y condena
El Juicio comenzó el 18 de diciembre de 2013 (la sentencia fue dada a conocer el 24 de octubre de 2014 y los fundamentos el 19 de diciembre de 2014) y alcanzó a 21 imputados pertenecientes a la Armada, el Ejército, el gobierno de la Provincia de Buenos Aires y a la Policía y el Servicio Penitenciario Bonaerense. Involucró 147 casos de las 200 víctimas que pasaron por La Cacha hasta 1978 (año en que fue cerrado). De aquellas 200 víctimas, sólo un tercio salió con vida del Centro Clandestino de Detención.
Dada la posición jerárquica que ocupaba Anselmo Palavezzati dentro del Destacamento, resultó inverosímil para el Tribunal Oral Federal N°1 de La Plata aceptar que el tercer jefe de ese Destacamento “ignoraba que la dependencia que dirigía tenía a su cargo semejante lugar, en el que, además, cumplían funciones de guardia sus subordinados es absolutamente absurdo”. A lo largo del juicio Palavezzati declaró desconocer la existencia de centros clandestinos de detención, la existencia de La Cacha, que su actividad se reducía a la "lectura de diarios" para la obtención de información, y negó haber remitido información sobre personas a la DIPBBA u otras dependencias.
La condena, por voto unánime del Tribunal Oral Federal N°1 de La Plata, establece la "prisión perpetua e inhabilitación absoluta y perpetua y demás accesorias legales y al pago de las costas del proceso para Anselmo Palavezzati, por intervenir en la matanza de miembros de un grupo nacional, en la lesión grave a la integridad física o mental de los miembros del grupo y en el sometimiento intencional del grupo a condiciones de existencia que han acarreado su destrucción física, total o parcial, mediante la comisión en calidad de coautor del delito de privación ilegítima de la libertad cometida por un funcionario público en abuso de sus funciones, agravada por haberse cometido con violencias o amenazas, de manera reiterada en cincuenta y cinco (55) oportunidades (Listado de víctimas en Fallo Completo) reiterado en setenta (70) oportunidades (Listado de víctimas en Fallo Completo)... y triplemente agravada por haberse cometido con violencias o amenazas, por haber durado más de un mes y por haber resultado la muerte de la víctima, en perjuicio de Laura Estela Carlotto y Olga Noemí Casado, en concurso ideal con el delito de aplicación de tormentos por parte de un funcionario público a los presos que guarde, agravada por ser la víctima un perseguido político, en perjuicio de la totalidad de las víctimas, todos los casos en concurso real entre sí, habiendo todos ellos transcurrido su cautiverio en el Centro Clandestino de Detención denominado “La Cacha”